# Baytown
Baytown je město v americkém státě Texas v metropolitní oblasti Greater Houston. Nachází se převážně v Harris County s malou částí v Chambers County podél silnic State Highway 146 a Interstate 10. Rozloha je 94,6 km² a v roce 2000 zde žilo 66 430 obyvatel, v roce 2010 71 802. Je to čtvrté největší město v této metropolitní oblasti. V roce 2018 je populace města Baytown odhadována na 85 000 obyvatel.
Území města Baytown začalo být osidlováno začátkem roku 1822.

## Osobnosti města
- John McCreary Fabian (* 1939), astronaut